# Casey Shaw
Joseph Casey Shaw (Lebanon, Ohio, 20 de julio de 1975) es un exjugador de baloncesto estadounidense con pasaporte italiano, que jugó una temporada en la NBA, pero que desarrolló casi toda su carrera en la liga italiana, pasando también por la liga ACB, la liga polaca y la liga letona. Con 2,08 metros de estatura, jugaba en la posición de pívot. Desde 2020 es entrenador asistente de la Universidad Grand Canyon de la División I de la NCAA.

## Trayectoria deportiva

### Universidad
Jugó durante cuatro temporadas con los Rockets de la Universidad de Toledo (Ohio), en las que promedió 13,8 puntos y 7,7 rebotes por partido. En sus dos últimas temporadas fue incluido en el segundo mejor quinteto de la Mid-American Conference.

### Profesional
Fue elegido en la trigésimo séptima posición del Draft de la NBA de 1998 por Philadelphia 76ers, donde solo llega a disputar 14 minutos distribuidos en 9 partidos, en los que anota en total 2 puntos. Tras ser despedido, ficha por el Canturina Cantù de la liga italiana, donde en una temporada promedia 13 puntos y 9 rebotes por partido.
Al año siguiente ficha por el Telit Trieste, para posteriormente firmar con el Würth Roma, quienes tras cinco partidos lo traspasan al Adecco Milano,  donde termina la temporada promediando 8,2 puntos y 5,7 rebotes por encuentro.
En 2002 regresa a su país para fichar como agente libre por Cleveland Cavaliers, pero es cortado antes del inicio de la competición. Regresa a Europa para jugar con el Anwil Włocławek de la liga polaca, pero solo disputa dos partidos en los que apenas promedia 4,0 puntos, antes de ser cortado. Ficha entonces por el BK Ventspils de Letonia, pero tampoco tiene continuidad, disputando tan solo cinco encuentros.
Ya en 2004 ficha por el Melilla Baloncesto de la LEB española, regresando al año siguiente a Italia para jugar con el Eurofiditalia Reggio Calabria, donde en una temporada promedia 13,7 puntos y 9,4 rebotes por partido. Vuelve a España al año siguiente, esta vez a la ACB de la mano del CB Gran Canaria, donde promedia 4,2 puntos y 3,6 rebotes por partido.
Retorna a la liga italiana, ya con pasaporte de aquel país por vía matrimonial, para jugar cuatro temporadas más en el Tisettanta Cantù, en el Armani Jeans Milano y en el Scavolini Pesaro, para fichar en 2010 por el Banca Tercas Teramo, donde solo llega a disputar 3 partidos, antes de causar baja en el equipo por una lesión de cadera que precisó de intervención quirúrgica.

## Estadísticas de su carrera en la NBA

### Temporada regular
| Temporada | Edad | Equipo             | Liga | P | TIT | MIN | TC  | TCA | %TC  | 3P  | 3PA | %3P | TL  | TLA | %TL | R.OF. | R.DEF. | REB | ASIS | ROB | TAP | PER | FP  | PTS |
| 1998-99   | 23   | Philadelphia 76ers | NBA  | 9 | 0   | 1.6 | 0.1 | 0.9 | .125 | 0.0 | 0.0 |     | 0.0 | 0.0 |     | 0.3   | 0.0    | 0.3 | 0.0  | 0.0 | 0.0 | 0.2 | 0.2 | 0.2 |
| Total     |      |                    | NBA  | 9 | 0   | 1.6 | 0.1 | 0.9 | .125 | 0.0 | 0.0 |     | 0.0 | 0.0 |     | 0.3   | 0.0    | 0.3 | 0.0  | 0.0 | 0.0 | 0.2 | 0.2 | 0.2 |